# Мішель Форбс
Мішель Рене Форбс Гуахардо (англ. Michelle Renee Forbes Guajardo; нар. 8 січня 1965, Остін, Техас, США) — американська актриса. Вперше знялася на телебаченні в 1987 році в серіалі «Дороговказне світло», за який була номінована на премію Daytime Emmy Award.

## Біографія
Мішель Форбс народилася 8 січня 1965 року в Остіні, штат Техас, США. У дитинстві мріяла стати балериною — до неї почали надходити запрошення вступити у Вищу школу виконавських та візуальних мистецтв (англ. High School for the Performing and Visual Arts) в Х'юстоні. Під час канікул у Нью-Йорку у 16-річному віці, вона пішла на прослуховування для фільму, хоча воно не вдалося. Втім вона підписала контракт з агентством Вільяма Морріса і почала свою професійну акторську кар'єру. 1987 року, у віці 22-х років, вона зіграла свою першу роль — Сонні Каррера-Льюїс в серіалі «Дороговказне світло». Вона залишилася з шоу на два роки і в 1990 році була номінована на премію Daytime Emmy Award.
Після цієї ролі, вона продовжувала виступати в театрі і щоб підтримати свою репутацію, почала з'являтися в невеликих ролях на телебаченні. Форбс ставала більш відома, і навіть зіграла в серіалах «Зоряний шлях: Наступне покоління» і «Таємниці панотця Даулінга».
Після ролі в серіалі «Зоряний шлях: Наступне покоління», їй запропонували зіграти в його спін-оффі «Зоряний шлях: Глибокий космос 9», але вона відхилила цю пропозицію і вирішила зосередитися на кар'єрі в кіно. Форбс отримала похвалу, а також номінацію на премію «Сатурн» від Академії наукової фантастики, фентезі та фільмів жахів, за її роль Керрі Лафлін в трилері «Каліфорнія». За цим була її головна жіноча роль у фільмі «Серед акул», а також другорядні ролі в таких фільмах, як «Квітка біля дороги», «Про користь підглядання» і «Втеча з Лос-Анджелеса». Вона також знову з'являється на телебаченні в серіалах «Сайнфелд», «За межею можливого» і повертається на один епізод телесеріал «Зоряний шлях: Наступне покоління».
У 1996 році Форбс приєдналася до акторського складу популярного драматичного телесеріалу «Забійний відділ», зігравши лікарку Джуліану Кокс. Вона знімалася в серіалі протягом двох років (1996—1998) і після покинула його.
З 2002 по 2003 рік Мішель Форбс грала Лінн Кресдж, помічника Президента Сполучених Штатів Америки, у другому сезоні серіалу «24 години». Після ролі в серіалі вона зіграла адмірала Гелену Кейн у телесеріалі «Зоряний крейсер „Галактика“» і Саманту Брінкер у «Втечі з в'язниці». Потім були ще дві її відомі ролі на телебаченні, в телесеріалах «Юристи Бостона» та «Загублені».
У 2008 році була запрошена в телесеріал «Справжня кров». Мішель грає Меріенн Форрестер, яка є вакханкою і володіє надприродною силою, проте живе у місті і представляється соціальним працівником.
Форбс озвучувала Джудіт Моссман в іграх: «Half-Life 2», «Half-Life 2: Episode One» і «Half-Life 2: Episode Two»; а також Гейлу Рівас в грі 2009 року «The Chronicles of Riddick: Assault on Dark Athena».

## Вибрана фільмографія
| Рік       |    | Українська назва                                  | Оригінальна назва                                 | Роль                                       |
| --------- | -- | ------------------------------------------------- | ------------------------------------------------- | ------------------------------------------ |
| 1987—1989 | с  | Дороговказне світло                               | Guiding Light                                     | Сонні Каррера-Льюїс                        |
| 1991      | с  | Таємниці панотця Даулінг                          | Father Dowling Mysteries                          | інструктор в тренажерному залі             |
| 1991—1994 | с  | Зоряний шлях: Наступне покоління                  | Star Trek: The Next Generation                    | Енсіно Ро Ларен                            |
| 1992      | ф  | Укуси любові                                      | Love Bites                                        | Неріссо                                    |
| 1993      | ф  | Каліфорнія                                        | Kalifornia                                        | Керрі Лафлін                               |
| 1994      | с  | Сайнфелд                                          | Seinfeld                                          | Джулі                                      |
| 1994      | ф  | Квітка біля дороги                                | Road Killers                                      | Хелен                                      |
| 1995      | ф  | Серед акул                                        | Swimming With Sharks                              | Дон Локкард                                |
| 1995      | ф  | Про користь підглядання                           | Just Looking                                      | Мері                                       |
| 1996—1998 | с  | Відділ убивств                                    | Homicide: Life on the Street                      | Доктор Джуліана Кокс                       |
| 1996      | ф  | Втеча з Лос-Анджелеса                             | Escape from L.A.                                  | Брейзах                                    |
| 1996      | с  | За межею можливого                                | The Outer Limits                                  | Джеймі Претт                               |
| 2002—2003 | с  | 24 години                                         | 24                                                | Лінн Кресдж                                |
| 2004      | вг | Half-Life 2                                       | Half-Life 2                                       | Джудіт Моссман                             |
| 2005—2006 | с  | Зоряний крейсер «Галактика»                       | Battlestar Galactica                              | Адмірал Хелена Кейн                        |
| 2005      | с  | Шпигунка                                          | Alias                                             | Доктор Меггі Сінклер                       |
| 2005—2006 | с  | Втеча з в'язниці                                  | Prison Break                                      | Саманта Брінкер                            |
| 2006      | вг | Half-Life 2: Episode One                          | Half-Life 2: Episode One                          | Джудіт Моссман                             |
| 2006      | с  | Юристи Бостона                                    | Boston Legal                                      | Джульєтта Монро                            |
| 2007      | вг | Half-Life 2: Episode Two                          | Half-Life 2: Episode Two                          | Джудіт Моссман                             |
| 2007—2008 | с  | Пробудження мертвих                               | Waking the Dead                                   | Сара                                       |
| 2008      | с  | Загублені                                         | Lost                                              | Карен Деккер                               |
| 2008      | с  | Пацієнти                                          | In Treatment                                      | Кейт Вестон                                |
| 2008—2009 | с  | Справжня кров                                     | True Blood                                        | Меріенн Форрестер                          |
| 2009      | вг | The Chronicles of Riddick: Assault on Dark Athena | The Chronicles of Riddick: Assault on Dark Athena | Гейл Рівас                                 |
| 2011      | с  | Вбивство                                          | The Killing                                       | Мітч Ларсен                                |
| 2012      | ф  |                                                   | DisCONNECTED                                      | Мама Лізи                                  |
| 2012      | ф  | Парк Хайленд                                      | Highland Park                                     | Сільвія Говард                             |
| 2013      | ф  | Мисливці                                          | The Hunters                                       | Джордін Флінн                              |
| 2015      | с  | Повернені                                         | The Returned                                      | Гелен Годдард                              |
| 2015      | ф  | Голодні ігри: Переспівниця. Частина II            | The Hunger Games: Mockingjay - Part 2             | лейтенант Джексон                          |
| 2016—2019 | с  | Берлінська резидентура                            | Berlin Station                                    | Валері Едвардс                             |
| 2017      | ф  | Колумбус                                          | Columbus                                          | Марія                                      |
| 2017      | ф  | Близнюки                                          | Gemini                                            | Джеймі Фіннеган                            |
| 2017      | ф  |                                                   | Say You Will                                      | Яніс Німіц                                 |
| 2017      | вг | Wolfenstein II: The New Colossus                  |                                                   | Zofia Blazkowicz (голос)                   |
| 2016—2019 | с  | Берлінська резидентура                            | Berlin Station                                    | Валері Едвардс (основна роль, 29 епізодів) |
| 2019      | с  | Анатомія Грей                                     | Grey's Anatomy                                    | Вікі Енн Рудін (1 епізод)                  |
| 2019      | с  | Тредстоун                                         | Treadstone                                        | Еллен Беккер (10 епізодів)                 |
| 2021      | с  | Безмежне небо                                     | Big Sky                                           | Маргарет Клейнзассер (6 епізодів)          |
| 2021—2022 | с  | Новий Амстердам                                   | New Amsterdam                                     | доктор Вероніка Фуентес (13 епізодів)      |

## Нагороди та номінації
| Премія                   | Рік  | Категорія                                             | Робота                | Результат |
| ------------------------ | ---- | ----------------------------------------------------- | --------------------- | --------- |
| Денна премія «Еммі»      | 1990 | Найкраща актриса другого плану в драматичному серіалі | «Дороговказне світло» | Номінація |
| Прайм-тайм премія «Еммі» | 2011 | Найкраща актриса другого плану в драматичному серіалі | «Убивство»            | Номінація |
|                          |      |                                                       |                       |           |
| «Сатурн»                 | 1994 | Найкраща кіноактриса                                  | «Каліфорнія»          | Номінація |
| «Сатурн»                 | 2010 | Найкраща гостьова роль в телесеріалі                  | «Реальна кров»        | Номінація |
| «Сатурн»                 | 2012 | Найкраща телеактриса другого плану                    | «Убивство»            | Перемога  |